# EAI
EAI (do inglês Enterprise Application Integration) é uma referência aos meios computacionais e aos princípios de arquitetura de sistemas utilizados no processo de Integração de Aplicações Corporativas. Os procedimentos e ferramentas de EAI viabilizam a interação entre sistemas corporativos heterogêneos por meio da utilização de serviços.

## Pontos básicos
Os pontos básicos de uma arquitetura de EAI são com aplicações internas e externas da empresa que servem de suporte ao processo de negócio da mesma, como por exemplo processo financeiro, recursos humanos, dentre outros.
- Conjunto de ferramentas de análise e monitoração de processos em tempo real.

## Componentes da Arquitetura EAI
Os componentes presentes em uma arquitetura de integração de sistemas são:
- Sistemas - Refere-se aos sistemas que trocarão informações entre si. (ex. Software de CRM (SIEBEL) trocando informações com software de faturamento (SAP)
- Dados - Conjunto de dados (layouts de arquivos) que serão trafegados pela arquitetura durante a troca de dados entre os sistemas.(Ex. XML ou texto)
- Interface - Forma de enviar receber dados entre os sistemas. (Ex. Web services, adaptadores)
- Comunicação - Tipo de comunicação a ser utilizada durante a troca de informações entre os sistemas. (Ex. síncrona ou assíncrona).

## Estilos de Integração
Os estilos de integração entre sistemas utilizando-se do EAI são:
- File Transfer - Integração entre aplicativos através da troca de arquivos em formato de texto definido.
- Shared Database - Integração entre aplicativos através da troca de dados entre bases de dados ou tabelas.
- Remote Procedure Invocation - Integração entre aplicativos através da chamada a programas remotos os quais são responsáveis pela extração, envio/recebimento e persistência dos dados no sistema.
- Messaging - Integração entre aplicativos de um middleware orientado a mensagem (MOM) o qual é responsável pela entrega dos dados aos sistema integrados.

## Melhores práticas na integração de aplicações
- Buscar uma padronização na forma de integração com os sistemas legados facilita manutenções futuras.
- A definição de um padrão na forma de trabalho das interfaces pode promover o reuso das mesmas.
- Quanto menos camadas existirem entre à aplicação legada e a plataforma de integração (EAI) menores são as chances de ocorrerem erros durante a troca de dados entre elas.
- A redução no número de camadas por onde os dados tem de passar até chegar ao seu destino, promove também uma melhor performance durante o processo de troca de dados entre aplicações.

## Linguagem Específica de Domínio (DSL) para EAI
A seguir são relacionados alguns projetos de DSLs para modelar soluções de Enterprise Application Integration (EAI) a um alto nível de abstração.
- Guaraná DSL

## Soluções de EAI
A seguir são relacionadas alguns produtos para suportar uma arquitetura de integração - EAI:
- Betalike - EAI
- Q-Ware Family
- Intersystems Ensemble
- TIBCO
- Webmethods
- WebSphere MQSeries/Broker - IBM
- Vitria
- BizTalk - Microsoft
- SeeBeyond - SunMicrosystem
- BEA Weblogic Integration - BEA
- SAP Exchange Infrastructure (XI) ou Process Integration (PI) - SAP
- Datasul EAI - Datasul
- IRIS - Databridge
- IntraFlow BPMS 2.0 - IntraFlow
- Guaraná SDK
- Magic xpi
- OIC - ORACLE Integration Cloud